# Península de Willaumez
La península de Willaumez está situada en la costa norte de Nueva Bretaña en la provincia de Nueva Bretaña occidental, en Papúa Nueva Guinea. Debe su nombre al explorador francés Jean-Baptiste Philibert Willaumez que le fue dado por Antoine Bruni d'Entrecasteaux.
- Datos: Q59125
- Multimedia: Willaumez Peninsula / Q59125